# Пекарний порошок

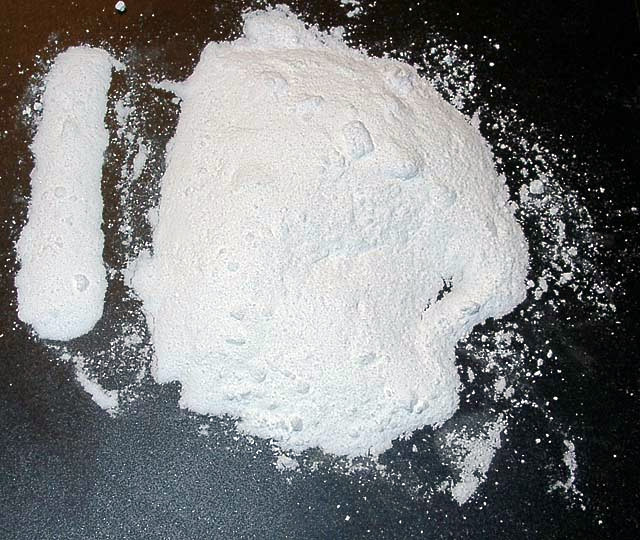
Пекарний порошок

Пе́карний порошо́к — штучний розпушувач, який застосовується при випіканні хліба.

## Історія
Пекарний порошок як інгредієнт хлібовипікання був розроблений на початку XX століття. Подібну суміш продавали в XIX столітті Юстус фон Лібіх і його американський студент Ебен Хорсфорд. Перший комерційно успішний патент отримав 1903 року німецький аптекар Август Откер, засновник всесвітньо відомої групи Dr. Oetker. Пекарний порошок отримав найбільше поширення серед пекарів і кондитерів Європи та Північної Америки. Входить до складу рецептур багатьох кондитерських виробів і виробів з бездріжджового тіста, у основному — для швидкого приготування.

## Властивості та склад
Являє собою суху суміш харчових добавок — основних і кислих солей — з додаванням наповнювача, який запобігає їх взаємодії до використання (введення в тісто).

Дія заснована на хімічній реакції, що супроводжується виділенням вуглекислого газу, який, утворюючи пухирці, рівномірно «піднімає» тісто, надаючи виробам пухкість і пишність без стороннього присмаку соди (за умови правильного дозування).

Пекарний порошок з різним складом інгредієнтів випускається багатьма виробниками харчових добавок і продається в готовому вигляді.

При необхідності пекарний порошок може бути виготовлений в домашніх умовах по одному з рецептів:

- Найпростіший склад:
  - 1 частина харчової соди (E500ii)
  - 1 частина лимонної кислоти (E330)
  - 1 частина борошна, крохмалю, цукрової пудри (або їх суміш)
- Класичний склад:
  - 125 г харчової соди (E500ii)
  - 250 г кремор-тартару (E336)
  - 20 г вуглекислого амонію (E503i)
  - 25 г рисового борошна

Зі складом і кількістю інгредієнтів порошку можна експериментувати, проте в будь-якому випадку всі складові повинні бути абсолютно сухими.
Для запобігання від передчасної реакції компонентів під час зберігання можна не змішувати їх, а насипати в банку або іншу ємність шарами, так, щоб шар наповнювача поділяв шари реагентів (наприклад, соди та лимонної кислоти). Перед використанням шари слід змішати, щоб компоненти потрапили в тісто в потрібній пропорції.

## Застосування
При приготуванні тіста пекарний порошок слід змішати з сухим борошном, призначеним для випічки (якщо розчинити порошок у воді, реакція відбудеться й вуглекислий газ виділиться раніше, ніж розчин потрапить у тісто).

## Зберігання
Пекарний порошок — як приготовленний, так і той, що залишився невикористаним після розкриття заводської упаковки — необхідно зберігати у герметичному скляному або порцеляновому посуду в захищеному від світла місці.